# Stowarzyszenie Euroregion Karpacki Polska
Stowarzyszenie Euroregion Karpacki (SEK) – stowarzyszenie powołane w 2001 roku w celu rozwoju społeczno–gospodarczego Euroregionu Karpackiego poprzez wspieranie procesów rozwojowych w zakresie współpracy terytorialnej. Stowarzyszenie jest kontynuatorem działań Stowarzyszenia na Rzecz Euroregionu Karpackiego z siedzibą w Rzeszowie powołanego w lipcu 2000 roku,  z inicjatywy osób – samorządowców, przedstawicieli administracji rządowej, ludzi nauki, kultury, edukacji i biznesu oraz reprezentantów wszystkich szczebli samorządów z terenu  Województwa Podkarpackiego.
Inicjatorem powołania Stowarzyszenia SEK – protoplasty SEKP jest Bogusław Krzanowski – Radny Sejmiku Województwa Podkarpackiego I kadencji, pełniący funkcję Przewodniczącego Komisji Współpracy z Zagranicą i Promocji oraz wiceprzewodniczącego Komisji Edukacji Kultury Fizycznej I Sportu Sejmiku Województwa Podkarpackiego. Inicjator i koordynator prac nad opracowaniem i przyjęciem herbu Województwa Podkarpackiego.
Stowarzyszenie na Rzecz Euroregionu Karpackiego Euro-Karpaty dokonało reorganizacji funkcjonowania strony polskiej w Euroregionie Karpackim i zapewniło wspólną partnerską reprezentację regionu w Związku Międzyregionalnym Euroregion Karpacki.
W skład strony reprezentacji strony polskiej w Euroregionie Karpackim weszli:
1. Przedstawiciel Rządu RP w terenie – Wojewoda Podkarpacki
2. Przedstawiciel Samorządu Województwa Podkarpackiego –  Marszałek / Przedstawiciel Sejmiku
3. Przedstawiciel Stowarzyszenia na Rzecz Euroregionu Karpackiego – Prezes Stowarzyszenia

Przed reformą administracyjną państwa (do roku 1999) Euroregion Karpacki działał w ułomnej formule bez osobowości prawnej tj., bez tytułu prawnego i  możliwości – wspólnej reprezentacji strony polskiej w Euroregionie.
Powołanie Stowarzyszenia na Rzecz Euroregionu Karpackiego  Euro-Karpaty w Rzeszowie, obecnie Stowarzyszenie Euroregion Karpacki, umożliwiło podmiotowość i pełną reprezentację na forum Euroregionu. Reforma zapoczątkowana z inicjatywy Przewodniczącego Komisji Współpracy Międzynarodowej i Promocji,  przy wsparciu  Radnych Sejmiku doprowadziła do uregulowania statusu Strony Polskiej w Euroregionie i w konsekwencji do uruchomienia przedakcesyjnego wsparcia dla samorządów, organizacji pozarządowych,  szkół i instytucji kultury, Parków Narodowych, Policji, Straży Granicznej, parafii.
Prace nad opracowaniem planu działań, przeprowadzeniem zmian i wdrożeniem systemu przedstawił Prezes Zarządu Stowarzyszenia Euro-Karpaty  Bogusław Krzanowski – Sejmikowi Województwa Podkarpackiego, panom Marszałkowi Województwa i Wojewodzie Podkarpackiemu, samorządowcom  wszystkich szczebli z obszaru działania Związku oraz przedstawicielom Stron Krajowych Euroregionu Karpackiego. Reforma Euroregionu stała się faktem po akceptacji zmian na forum związku i przystąpieniu Samorządu Województwa Podkarpackiego.
Obecnie współpraca jest realizowana w ramach Euroregionalnego Systemu Współpracy przez Stowarzyszenie, które organizuje i koordynuje działania na rzecz rozwoju współpracy pomiędzy członkami m.in.,  w dziedzinie edukacji, ekologii, gospodarki, kultury i nauki.